# 20-й армійський корпус (Третій Рейх)
XX-й (20-й) армі́йський ко́рпус (нім. XX. Armeekorps) — армійський корпус Вермахту за часів Другої світової війни.

## Історія
XX-й армійський корпус був сформований 17 жовтня 1940 в Данцизі в 20-му військовому окрузі (нім. Wehrkreis XX).

## Райони бойових дій
- Німеччина (жовтень 1940 — квітень 1941);
- Генеральна губернія (квітень — червень 1941);
- СРСР (центральний напрямок) (червень 1941 — травень 1944);
- Польща та Німеччина (травень 1944 — травень 1945).

## Командування

### Командири
- генерал від інфантерії Фрідріх Матерна (нім. Friedrich Materna) (17 жовтня 1940 — 10 вересня 1942);
- генерал артилерії барон Рудольф фон Роман (нім. Rudolf Freiherr von Roman) (10 вересня 1942 — 14 лютого 1943);
- генерал від інфантерії Ервін Фіров (нім. Erwin Vierow) (14 лютого — 10 березня 1943), ТВО;
- генерал артилерії барон Рудольф фон Роман (10 березня — грудень 1943);
- генерал від інфантерії Едгар Реріхт (нім. Edgar Röhricht) (грудень 1943 — січень 1944), ТВО;
- генерал артилерії барон Рудольф фон Роман (січень 1944 — 1 квітня 1945);
- генерал кавалерії Карл-Ерік Келер (нім. Karl-Erik Köhler) (1 квітня — 8 травня 1945).

## Бойовий склад 20-го армійського корпусу
Формування управління, забезпечення та підтримки
- 107-ме артилерійське командування (Arko 107),
- 420-те управління корпусного постачання (Korps-Nachschubtruppen 420);
- 420-й корпусний батальйон зв'язку (Korps-Nachrichten-Abteilung 420);
- 420-й топографічний відділ корпусу (Korps-Kartenstelle 420);
- 420-й взвод фельджандармерії (Feld-Gendarmerie-Trupp 420);

- 87-ма піхотна дивізія (87. Infanterie-Division);
- 162-га піхотна дивізія (162. Infanterie-Division);
- 129-та піхотна дивізія (129. Infanterie-Division);
- 256-та піхотна дивізія (256. Infanterie-Division).

- 129-та піхотна дивізія;
- 162-га піхотна дивізія;
- 256-та піхотна дивізія.

- 106-та піхотна дивізія (106. Infanterie-Division);
- 129-та піхотна дивізія.

- 15-та піхотна дивізія (15. Infanterie-Division);
- 268-ма піхотна дивізія (268. Infanterie-Division);
- 292-га піхотна дивізія (292. Infanterie-Division).

- 7-ма піхотна дивізія (7. Infanterie-Division);
- 78-ма піхотна дивізія (78. Infanterie-Division);
- 268-ма піхотна дивізія;
- 292-га піхотна дивізія.

- 15-та піхотна дивізія;
- 78-ма піхотна дивізія;
- 268-ма піхотна дивізія.

- 258-ма піхотна дивізія (258. Infanterie-Division);
- 292-га піхотна дивізія.

- 3-тя піхотна дивізія (3. Infanterie-Division);
- 183-тя піхотна дивізія (183. Infanterie-Division);
- 258-ма піхотна дивізія.

- 3-тя піхотна дивізія;
- 183-тя піхотна дивізія;
- 258-ма піхотна дивізія;
- 292-га піхотна дивізія.

- 10-та танкова дивізія (10. Panzer-Division);
- 15-та піхотна дивізія;
- 183-тя піхотна дивізія;
- 258-ма піхотна дивізія;
- 292-га піхотна дивізія.

- 20-та танкова дивізія (20. Panzer-Division);
- 17-та піхотна дивізія (17. Infanterie-Division);
- 183-тя піхотна дивізія;
- 255-та піхотна дивізія (255. Infanterie-Division);
- 292-га піхотна дивізія.

- 20-та танкова дивізія;
- 17-та піхотна дивізія;
- 183-тя піхотна дивізія;
- 255-та піхотна дивізія;
- 258-ма піхотна дивізія;
- 292-га піхотна дивізія.

- 183-тя піхотна дивізія;
- 255-та піхотна дивізія;
- 258-ма піхотна дивізія;
- 292-га піхотна дивізія.

- 31-ша піхотна дивізія (31. Infanterie-Division);
- 183-тя піхотна дивізія;
- 255-та піхотна дивізія.

- 45-та піхотна дивізія (45. Infanterie-Division);
- 72-га піхотна дивізія (72. Infanterie-Division);
- 137-ма піхотна дивізія (137. Infanterie-Division);
- 251-ша піхотна дивізія (251. Infanterie-Division).

- 45-та піхотна дивізія;
- 137-ма піхотна дивізія;
- 251-ша піхотна дивізія.

- 6-та піхотна дивізія (6. Infanterie-Division);
- 137-ма піхотна дивізія.

- 102-га піхотна дивізія (102. Infanterie-Division);
- 292-га піхотна дивізія.

- Елементи корпусної групи «Е» (Korps-Abteilung E);
- 7-ма піхотна дивізія;
- 35-та піхотна дивізія;
- 203-тя дивізія охорони (203. Sicherungs-Division);
- 3-тя кавалерійська бригада (3. Kavallerie-Brigade).

- 5-та танкова дивізія (5. Panzer-Division);
- 7-ма піхотна дивізія;
- 35-та піхотна дивізія (35. Infanterie-Division);
- 542-га піхотна дивізія (542. Infanterie-Division);
- 104-та танкова бригада (Panzer-Brigade 104);
- 1131-ша гренадерська бригада (Grenadier-Brigade 1131).

- 14-та піхотна дивізія; (14. Infanterie-Division);
- 102-га піхотна дивізія;
- 292-га піхотна дивізія.

- Бойові штурмові групи:
  - 21-ї піхотної дивізії (21. Infanterie-Division);
  - 102-ї піхотної дивізії;
  - 292-ї піхотної дивізії;
  - 558-ї фольксгренадерської дивізії (558. Volks-Grenadier-Division).

- 14-та піхотна дивізія;
- 21-ша піхотна дивізія (21. Infanterie-Division);
- 56-та піхотна дивізія (56. Infanterie-Division);
- 61-ша піхотна дивізія (61. Infanterie-Division);
- 131-ша піхотна дивізія (131. Infanterie-Division);
- 292-га піхотна дивізія.

- Піхотна дивізія «Шарнхорст» (Infanterie-Division "Scharnhorst");
- Піхотна дивізія «Ульріх фон Гуттен» (Infanterie-Division "Ulrich von Hutten");
- Піхотна дивізія «Теодор Корнер» (Infanterie-Division "Theodor Körner");
- Піхотна дивізія «Фердінанд фон Шілль» (Infanterie-Division "Ferdinand von Schill");
- Піхотна дивізія «Фрідріх Людвіг Ян» (Infanterie-Division "Friedrich Ludwig Jahn").